# العلاقات البنمية السيشلية
العلاقات البنمية السيشلية هي العلاقات الثنائية التي تجمع بين بنما وسيشل.

## مقارنة بين البلدين
هذه مقارنة عامة ومرجعية للدولتين:
| وجه المقارنة                                              | بنما                      | سيشل                                                |
| --------------------------------------------------------- | ------------------------- | --------------------------------------------------- |
| المساحة (كم2)                                             | 74.18 ألف                 | 459                                                 |
| عدد السكان (نسمة)                                         | 4.10 مليون                | 95.84 ألف                                           |
| الكثافة السكانية (ن./كم²)                                 | 55.27                     | 20.88 ألف                                           |
| العاصمة                                                   | بنما                      | فيكتوريا                                            |
| اللغة الرسمية                                             | اللغة الإسبانية           | لغة فرنسية، لغة إنجليزية، اللغة الكريولية السيشيلية |
| العملة                                                    | بالبوا بنمي، دولار أمريكي | روبية سيشلية                                        |
| الناتج المحلي الإجمالي (بليون دولار)                      | 61.84 مليار               | 1.49 مليار                                          |
| الناتج المحلي الإجمالي (تعادل القوة الشرائية) بليون دولار | 87.37 مليار               | 2.54 مليار                                          |
| الناتج المحلي الإجمالي الاسمي للفرد دولار أمريكي          | 13.27 ألف                 | 15.48 ألف                                           |
| الناتج المحلي الإجمالي للفرد دولار أمريكي                 | 20.89 ألف                 | 26.42 ألف                                           |
| مؤشر التنمية البشرية                                      | 0.780                     | 0.772                                               |
| رمز المكالمات الدولي                                      | +507                      | +248                                                |
| رمز الإنترنت                                              | .pa                       | .sc                                                 |
| المنطقة الزمنية                                           | 00                        | ت ع م+04:00                                         |

## منظمات دولية مشتركة
يشترك البلدان في عضوية مجموعة من المنظمات الدولية، منها:
| علم المنظمة | اسم المنظمة                               | تاريخ انضمام بنما | تاريخ انضمام سيشل |
| ----------- | ----------------------------------------- | ----------------- | ----------------- |
|             | يونسكو                                    | 10 يناير 1950     | 18 أكتوبر 1976    |
|             | الفريق المعني برصد الأرض                  | ?                 | ?                 |
|             | مؤسسة التمويل الدولية                     | 20 يوليو 1956     | 11 يونيو 1981     |
|             | المركز الدولي لتسوية المنازعات الاستشارية | 8 مايو 1996       | 19 أبريل 1978     |
|             | منظمة حظر الأسلحة الكيميائية              | ?                 | 29 أبريل 1997     |
|             | وكالة ضمان الاستثمار متعدد الأطراف        | 21 فبراير 1997    | 15 سبتمبر 1992    |
|             | الاتحاد البريدي العالمي                   | ?                 | ?                 |
|             | منظمة الشرطة الجنائية الدولية             | ?                 | 1 سبتمبر 1977     |
|             | الأمم المتحدة                             | 13 نوفمبر 1945    | 21 سبتمبر 1976    |
|             | الاتحاد الدولي للاتصالات                  | 14 يوليو 1914     | 17 سبتمبر 1999    |
|             | البنك الدولي للإنشاء والتعمير             | 14 مارس 1946      | 29 سبتمبر 1980    |

## وصلات خارجية
- موقع وزارة الخارجية البنمية